# 한/글
한/글 또는 아래아한글은 한글과컴퓨터에서 개발된 워드 프로세서이다. 제품 이름은 현대 한국어에서 쓰이지 않는 ㆍ를 쓴 ᄒᆞᆫ글로 표기하고, ‘HWP(Hangul(Hancom) Word Processor의 준말)’ 또는 아래아 한글 또는 한/글 로도 표기한다. 2014년 기준 한/글은 마이크로소프트 워드 다음으로 대한민국에서 가장 많이 쓰이는 워드프로세스 프로그램이다. 도스용으로 시작되었고, 현재는 주로 마이크로소프트 윈도우용으로 개발되고 있으며, 유닉스, 리눅스(데비안계열 한정) 매킨토시와 안드로이드 및 아이폰용으로도 제작되고 있으며 여러 운영체제중  페도라 리눅스 나 하이쿠는 읽거나 편집자체가 불가능하다.
한/글로 작성된 문서 파일은 파일 확장자로 .hwp를 갖고 있으며, .hwt로 저장하여 양식(Form) 문서로 저장할 수 있다. 2010년부터 HWP의 개방형문서포맷인 OWPML(Open Word Processor Markup Language)은 KS X 6101로 등록되어 있으며, 확장자로 .hwpx 또는 .owpml 을 지원한다.

## 역사

### 1999년 이전

#### 한/글 1.0 ~ 2.1

##### 1989년 1.0, 1.1, 1.2, 1.3 출시
서울대학교를 졸업한 이찬진은 1988년 가을 서울대 컴퓨터연구회에서 만난 김형집, 우원식, 김택진과 함께 아래아한글이라는 새로운 워드프로세서를 개발해 베타 버전인 0.96판을 1989년 3월에 발표하였다. 베타버전인 0.96판은 5.25인치 360kb 디스켓 3장으로 이루어져 있으며, 프린터로 출력할 수는 없었다. 그리고 0.96의 버그를 수정한 0.99도 발표했다. 이찬진은 한글 2000에서 잠깐 일한 경력이 있으며, 한/글은 이의 영향을 받았다.
최초의 상용버전인 1.0판이 1989년 4월 24일 출시되었다. 해당 내용에 대해서는 한글 1.0 문서를 참조.
1989년 6월에는 주석 처리 기능, 금칙 처리 기능과 9핀 도트 매트릭스 프린터에서의 인쇄 품질이 향상된 1.1판이 출시됐다. 또한 1.0판에서는 설명서 대신 몇 장의 안내문만을 제공했던 것에 비해 1.1판 후반부터는 정식 설명서를 링 파일에 묶어 제공했다. (책자 형태로 되어 있는 정식 설명서의 날짜는 1989년 11월 27일로 되어 있다.)
한글과컴퓨터가 설립되기 전인, 1990년 1월 한/글의 1.20판이 출시되었다. 1.20판이 출시되기 전에도 1.11판등 버전업이 수시로 있었다
1.2판에서 추가된 기능은 다음과 같다.
- ASCII 텍스트파일 저장 기능 강화
- 한/영 전환키가 shift+space 키로 변경
- 선 그리기로 만든 표 보호 기능 등

1990년 6월 300 DPI 레이저 프린터 해상도를 지원하는 한/글 1.2L이 출시되었다.
한/글 1.2판 이후로 한/글은 출력할 수 있는 해상도의 조건에 따라 레이저판, 도트판이 따로 나뉘었으며 300 DPI의 출력물을 찍어낼 수 있는 레이저판은 14만 원, 180 DPI의 출력물을 찍어낼 수 있는 도트판은 5만 원의 가격으로 판매했다. 레이저판에는 불법 복제를 막기 위해 프린터 포트에 꽂아야만 프로그램이 동작하는 하드웨어 키(lock)가 들어 있었는데 후에 한/글 2.5가 출시되면서 제거되었다.
1990년 9월에는 글꼴 다운로드 인쇄 방식을 사용해 레이저 프린터에서의 인쇄 속도를 향상시키고, 그림 인쇄, SVGA 모니터 지원 기능이 추가된 한/글 1.3L이 출시되었다.

##### 1990년 1.5 출시

###### 창업
1990년 10월 이찬진이 한글과컴퓨터사를 열었으며, 한글문화원 사무실 내부에 회사가 자리를 잡으면서 본격적으로 정내권, 박흥호 등 외부 직원을 영입하기 시작했다.

###### 도트, 레이저용
1990년 12월 20일에 1.5판이 도트판과 레이저판의 두 종류로 나뉘어 발매되었다. 도트판의 경우 5.25인치 2D(360KB) 플로피 디스크 다섯 장으로 이뤄져 있었으며, 당시 컴퓨터의 대부분이 하드 디스크가 없는 XT나 AT 기종이었기 때문에, 한자 사전을 쓰기 위해 디스켓을 바꿔 끼우고, 인쇄하기 위해 디스켓을 바꿔 끼우는 식으로 오늘날보다 훨씬 불편하게 제품을 사용해야 했다.

##### 기능 추가
이 외에도 다음의 기능들이 추가되었다.
- 도트판에서도 그림 인쇄 가능
- 로마자 가변폭 글꼴 추가
- 한글 필기체 추가되어 한글 필기체, 명조체,고딕체,샘물체가 한글서체였다.
- 자동 쪽 번호 매김(페이징), 구역(컬럼 블록, 단축키 F4) 설정 등

##### 1.51
몇 가지 버그를 수정한 1.51판이 1991년 1월 출시되었다.

##### 1.52
1991년 11월 18일 텍스트 파일을 문단 단위로 읽는 기능과 플로터 파일을 인쇄하는 기능을 추가한 한/글 1.52판이 출시되었으며, 한/글 1.53D도 출시되었다. 이들 제품을 통해 한/글은 완성형보다 한글을 많이 쓸 수 있는 조합형 한글, 다양한 글꼴, 인쇄기를 이용한 깔끔한 인쇄를 쓸 수 있는 터라 한국인이 널리 사용하는 한글 워드 프로세서로 자리를 잡았다. 물론 표 기능이 없어서 선 그리기로 표를 그려야 하는 등 불편한 점이 없지는 않았으나, 1992년 한/글 2.0이 개발되면서 기존 버전의 문제점들이 개선되었다.
김진섭은 책 만들기를 가르쳐주는 책인 《책 잘 만드는 책》에서 1990년대에는 도스용 한글 워드 프로세서로 문서를 작성하는 사람은 첨단을 걷는 사람이었다고 했다. 그 실례로 당시 초등학교 고학년 교과서에서는 도스용 한글 워드 프로세서와 손글씨로 학급신문을 만드는 이야기가 나왔는데, 한글 워드 프로세서는 첨단을 상징하는 것이었다. 당시 세대에게는 글을 깔끔하게 쓴다는 사실만으로, 당시 학생이었던 이들에게는 숙제를 깔끔하게 써서 낸다는 자부심을 주는 것만으로도 매우 앞선 문서 작성 도구였다.

##### 1992년 2.0 출시
1992년 7월 27일 한/글 2.0 전문용이, 9월 21일에 일반용이 출시되었다. 한/글 2.0은 레이저판과 도트판의 구분을 버리고, 일반용과 전문가용이라는 구분을 달고 출시되었다.
한/글 2.0은 문서 작성 기능만 갖추고 있던 한/글 1.52와는 달리 워드 프로세서를 이용한 전자 출판의 가능성을 염두에 두고 다음의 기능들을 추가시켰다.
- 1포인트부터 127포인트까지의 글꼴 가변 크기 조정 기능[8]
- 자간[9], 장평[10], 가변 조정 기능 및 문단 모양 편집 지원
- 글꼴과 문단 모양을 저장하여 사용하는 스타일 지정/적용 기능
- 한/글 2.0 전문용에서 비트맵 글꼴[11]과 윤곽선 글꼴[12]을 모두 지원
- 전문용에서 추가 확장팩을 통해 2수준 확장한자(4888자+1만여 자) 지원
- 수식 편집 기능
- 표를 작성하고 편집하는 기능, 다단 편집 기능, 글상자, 그림 등의 틀 자유 배치 기능
- 한글 맞춤법 검사 기능
- 하이퍼텍스트 방식의 도움말 개선
- 메모리 관리 방식의 변화로 최대 편집 쪽수의 증가
- 마우스 지원

이 기능들은 IBM PC에서 한글을 지원하는 워드프로세서로서는 한/글 2.0이 최초로 구현한 기능들이었다.
이런 획기적인 기능을 추가한 2.0버전의 출시로 당시 소프트웨어 업계의 최고의 스타로서 한글과컴퓨터가 자리잡는 계기가 되었다. 이러한 기능들의 추가로 인해 디스켓의 장수도 이전 버전에 비해 2배 가까이 늘어났다. 물론 하드 디스크가 없이는 사용할 수 없었고, 전문가용 버전은 XT 컴퓨터에서 실행되지 않았기 때문에, 당연히 업그레이드 수요가 늘어났다.
이때부터 묵향 등 한/글용 외부 글꼴 패키지가 판매되기 시작했다. 한/글이 인기를 끌면서 IBM PC용 한글 글꼴 시장도 활기를 띠게 되었다. 타자기 출력물과 별 차이 없는 품질로 전자 출판과는 거리가 멀어보였던 한/글 옛 버전과 달리, 수식 편집, 인화지 출력, 편집 가능 쪽수 확대, 윤곽선 글꼴, 다단 편집 등으로 기능을 강화한 한/글 2.0의 등장으로 워드프로세서를 이용한 간이 전자 출판이 IBM PC에서도 어느 정도 가능하게 되었다. 특히 수식 기능은 워드프로세서를 이용한 수학 교재 편집의 가능성을 열어주었다.

##### 1993년 2.1 출시
1993년 9월 한/글 2.1 버전이 출시되었으며, 전문가용, 일반용, 수검용, 꼬마 등으로 구분되었다.

###### 특징
- 80386 프로세서용 32비트 코드로 제작 (전문가용)
- 사용자 인터페이스의 직관화
- 문서 압축 저장 기능
- 글꼴을 그리는 알고리즘을 개선, 글꼴의 추가 및 삭제 관리 지원
- 가상메모리를 사용, 편집 매수 제한이 100여 쪽에서 500쪽으로 늘어남 (전문가용)
- 전문용에서 컬러 인쇄 및 1200 DPI 인화지 출력을 지원함으로써 워드 프로세서를 이용한 전자출판의 가능성을 제시
- 출력에 필수적인 포스트스크립트(PS) 호환용 로마자 글꼴[15], 샘체, 안상수체, 휴먼고딕 등 휴먼컴퓨터사 글꼴 기본 제공 (전문가용)

이외에도 세세한 개선점들이 많았다.

#### 멀티미디어와 윈도 환경의 보편화
마이크로소프트에서 1992년 4월 개발된 윈도우 3.1을 다음해인 1993년 6월 한글 윈도우 3.1로 내놓으면서 멀티미디어 PC/홈 PC라는 개념이 본격적으로 등장하기 시작하였다. 이러한 멀티미디어 PC의 등장, 그리고 그에 따른 윈도우 3.1의 대대적인 보급이 한/글의 미래에도 많은 영향을 미쳤다. 한/글이 갓 2.1판을 출시하고 도스용 2.5판 개발에 들어갔을 즈음, 한글 윈도우 3.1에서 동작하는 즉, 윈도우의 장점을 살린 여러 가지 한글 워드프로세서가 등장하기 시작하였다. 당시 한메소프트의 파피루스, 금성소프트의 윈워드, 마이크로소프트의 워드 5.0, 삼성전자의 훈민정음, 핸디소프트의 아리랑, 휴먼컴퓨터의 글사랑 등이 등장하면서 윈도우용 워드프로세서는 한/글 3.0b 윈도용이 등장하기까지 춘추전국시대를 맞이하게 되었다.
다른 업체들은 이미 윈도우 3.1용 워드프로세서를 내놓고, 한/글에서 불가능한 멀티태스킹(다중 작업), OLE(다른 프로그램에서 만든 개체의 삽입 수정), 3차원 글꼴 다듬기(글맵시/워드아트), 윈도우용 트루타입 글꼴(화면의 글꼴 모양과 인쇄한 글꼴 모양이 동일한 서체) 호환, 9개까지의 다중 문서 편집(한/글은 그때까지 2개의 문서만 동시에 열 수 있었음) 등을 장점으로 내세우며 나름대로의 시장을 차지하고 있을 즈음, 한글과컴퓨터는 여전히 도스용 워드프로세서인 한/글 2.5를 개발하면서 시간을 천천히 끌어갔다. 물론 윈도우용 한/글도 동시에 개발하고 있다고 밝히기는 했지만, 아직까지 속도나 안정성 측면에서 부족했던 윈도우 3.1용 워드프로세서의 개발에 적극적으로 참여하지는 않았다.

#### 한/글 2.5 ~ 3.0b

##### 1994년 2.5 발표
1994년 SEK 전시회에서 한/글 2.5가 발표됐다.
- 덧실행(add-on) 프로그램 지원[17]
- 신명시스템, 태시스템 등의 추가 글꼴 및 프라임 영한 사전을 제공하는 확장팩 출시
- 인쇄 속도 개선 및 모아찍기[18], 나눠 찍기[19] 등의 변형 인쇄 기능 지원
- 글꼴 미리보기 기능 지원
- 수식 및 확장 한자 윤곽선 글꼴 지원
- 불법 복제 방지용 락을 제거[20]
- 신명조를 기본글꼴로 사용함.

2.5판부터는 전문용/일반용 구분이 없어진 대신 2.1 전문용을 업그레이드 한 2.5 기본판이 12만원에 판매되면서 가격을 50% 정도 인하했다. 또한 마이크로소프트 윈도우로의 업그레이드를 고려하는 사용자를 위해 한/글 2.5 구입자들에게는 윈도용 한/글 3.0 무료 교환쿠폰이 제공되었다. 또한 서울 정도 600주년 기념 타임캡슐에 한/글 2.5가 포함되었다.
한/글은 2.0 버전 이후부터 미국의 워드퍼펙트라는 워드프로세서를 많이 참조하였다고 전해진다. 기능의 구현이나, 조판 방식 등에서 많은 유사점이 있다고 한다. 마이크로소프트 워드 출시 전까지 미국에서 최고의 시장 점유율을 가졌던 워드프로세서인 워드퍼펙트와의 제휴를 통해 만들어진 윈도용 한/글 3.0이 몇 달 뒤 출시되었다.

##### 1995년 3.0 발표

###### 모습
한/글 3.0판 윈도용이 1995년 3월 출시되었다. 윈도용 한/글의 첫 출시는 윈도우 95 출시와 함께 그 해 소프트웨어 시장에서 가장 큰 이슈가 되었다. 윈도용 한/글은 지금까지 등장했던 다른 윈도용 한글 워드프로세서와는 달리, 운영체제에 의존하지 않는 독립 인터페이스, 독립 입출력 방식을 채택하였다. 윈도용 한/글 3.0은 윈도 3.1의 기본 프로그램 모양을 따르지 않고, 넥스트스텝과 윈도우 95의 인터페이스를 혼합한 형태의 프로그램 모양을 선보였다.

###### 한컴2바이트코드
또한 완성형 한글 코드만을 지원하는 윈도 3.1의 입력 체계를 사용하지 않고, 도스용 한/글의 입력 체계, 즉 조합형 한글 코드를 변형한 한컴 2바이트 코드를 사용으로써, 11,172자 현대 한글은 물론 옛 한글까지 표현할 수 있게 되었다. 예전부터 조합형 한글 체계를 통한 한글의 완전한 표현을 장점으로 내세웠던 한/글이니만큼 당연한 선택이라고 할 수 있다. 그리고 기존 도스용 한/글의 글꼴을 그대로 사용할 수 있도록 만들었고, 단축키도 도스용 한/글의 것을 그대로 받아들임으로서, 도스용 한/글에 익숙한 사용자들이 손쉽게 한/글을 익힐 수 있도록 하였다. 물론 기존 도스용 한/글의 문서를 아무런 손상없이 그대로 읽을 수 있다는 장점도 있었다.

###### 좋은 점과 나쁜 점
이렇게 기존 도스용 한/글의 커널을 그대로 윈도용으로 컨버전한 한/글 3.0은 도스용 한/글의 장점 위에 멀티태스킹, OLE 기능, 윈도용 글꼴 및 프린터 드라이버 지원, 글맵시 기능 등 윈도용 워드프로세서로서 꼭 필요한 기능을 추가함으로써 빠른 속도로 도스용 한/글 사용자를 끌어들이기 시작한다. 하지만 한/글 3.0에는 버그가 굉장히 많았다. 이는 32비트 코드로 작성된 한/글 3.0이 16비트 운영체제인 윈도 3.1에서 돌아가기 위해 필요한 Win32s 런타임이 불안정했기 때문으로, 패치 버전인 한/글 3.0a에서는 어느 정도 문제가 해결되었지만, 윈도우 95가 출시되기 이전까지는 여전히 많은 불만의 대상이 되었다.

###### 가격
가격은 기본팩이 12만원으로 책정되어 2.5와 동일했으며, 2.5의 확장팩 내용을 담은 추가 CD가 4만원의 가격으로 추가 인하되었다.

##### 마지막 도스용 한/글인 한/글 3.0 발표
그리고 도스용 한/글의 마지막 버전인 한/글 3.0이 1995년 6월 출시되었다. 한/글 3.0 도스용에서 추가된 기능은 다음과 같았다.
- 윈도용 한/글 3.0에서 저장한 파일 열기 지원(단, 글맵시 등은 불러오지 못함)
- 인터페이스 개선 및 도구 상자 추가
- 한/영 자동 변환 기능 및 빠른 교정 기능
- 문서 내 하이퍼 링크(하이퍼텍스트) 기능
- 덧실행 기능이 더 강화되어 PC통신 에뮬레이터, 공학용 계산기, CD 플레이어 등을 한/글 내부에서 실행할 수 있도록 함.
- 수채화라는 그래픽 편집/드로잉 프로그램을 도스용 한/그림이라는 이름으로 번들로 제공
- 타자 연습 프로그램 제공

가격은 기본팩 + CD-ROM이 12만 원의 가격으로 판매되었으며, 개정판인 한글 3.01 도스용은 한/글 오피스 96에 포함되었다.

##### 3.0b 발표

###### 윈도우 환경으로 이전
1995년 8월 윈도우 95가 출시된 뒤 1995년 11월 한글 윈도우 95가 출시된 직후, 도스용 한/글 3.0의 업그레이드 버전이자 최초의 윈도 버전인 3.0b가 출시되었다. 기본 내용은 도스용 한/글 3.0과 동일하지만 윈도우 95에서도 실행이 가능해졌고, 여러 가지 버그가 수정되었으며, 온페이지 드로잉 기능이 추가되었다. 윈도 3.1에서의 한/글의 여러 가지 문제점이 윈도우 95에서는 대부분 해결됨으로써 이 때를 기점으로 한/글이 윈도우에서 완전히 자리를 잡게 되었다.
한/글 3.0b가 대중적인 성공을 얻고 난 후, 한/글은 윈도용 워드프로세서로 완전히 성격을 탈바꿈했다. 한글과컴퓨터는 1996년 출시할 예정이었던 한/글 4.0(가칭) 도스용 개발을 취소하고, 더 이상의 도스용 버전 개발을 중단하기로 결정했다.
3.0b는 프로그램이 실행되면 가상 도스창이 열린 것처럼 상단 메뉴와 팝업창이 DOS용 제품과 거의 동일한 프로그램이 윈도우에서 열렸다. 당시 사용자들은 DOS환경을 켜서 실행시켜야 하는 복잡한 운영체제였던 윈도우 3.1x보다 눈과 손에 익어 상대적으로 단순한 DOS환경을 더 편안하게 생각하였기에, 이 무늬만 윈도우용 같던 제품이 윈도우 95 기반에서는 후속 제품인 한/글 96 제품을 누르고 대세가 되어 윈도우 98이 대중화될 때까지 시장에서 계속 주력 제품이 된다. 윈도우 95보다 기술적으로는 불완전한 멀티테스킹 환경이던 윈도우 3.1x였으나, 3.0b제품 자체는 상당히 안정적이어서 도스용보다 사용하기에 불안하다는 제품은 아니었으며, 단순히 3.0b를 사용하기 위해서 윈도우 3.1x를 윈도우 95로 바꾸는 사례는 없었다.
공공 분야에도 DOS용 하나워드를 대체하는 행정 업무용 워드 프로그램으로 광범위하게 보급된다.

###### 유닉스 기반으로 제품 출시
고성능 워크스테이션으로 분류되는 IRIX 등에 몇가지 유닉스 기반 한/글 제품이 미지리서치에서 출시된다. X윈도우의 X마크와 잘 어울리는 모양으로 한/글 마크가 등장하며 윈도우용 제품과 차별화된 한/글 표기가 미지리서치의 웹사이트에서 제품 설명과 제품명에서 등장하여 폭넓게 사용된다. 제품 설명 사진도 솔라리스 CDE환경에서 실행되는 모습이었다. 제품 설명은 솔라리스가 대부분이었으나 저렴함이 강점이던 리눅스용 제품이 제일 마지막으로 추가된다. 실행 환경이 컴퓨팅 능력은 월등한 고가의 워크스테이션이거나 서버 환경으로 완전히 다르다 보니, 윈도우용 제품만을 공급하던 한글과 컴퓨터 웹사이트와는 전혀 상관이 없는 듯한 기술적 이질감을 풍기는 미지리서치만의 제품 웹페이지였다.
최초 제품은 한글 3.0b제품이 DOS에뮬레이터 기반은 아니지만 X윈도우 윈도우창 내에서 MS-DOS 응용 프로그램처럼 실행되는 윈도우용 제품과 메뉴 모양과 팝업 창, hwp파일 등에 모든 것이 완전히 동일한 형태였다. 윈도우 제품에서와 같이 역시나 모티프 기반으로 만들어진 그래픽 환경이라고 하기에는 상당히 부족한 느낌이었다. 윈도우 제품과 동일한 인쇄 창에서 출력 명령을 내리면 마이크로소프트 제품에서처럼 프린터 대기열이 아닌 유닉스 프린터 디바이스로 출력물이 전달되었다.

#### 마이크로소프트 오피스의 공략과 한/글 오피스
윈도우 95 출시이후, 마이크로소프트 오피스의 국내 기업체 공략이 거세지기 시작했다. 1980년대 미국에서 널리 쓰였던 로터스 1-2-3와 워드퍼펙트를 1990년부터 이겨낸 마이크로소프트 오피스는 95 버전까지만 해도 한글판의 불완전한 번역과 잦은 버그, 한/글 문서와의 비호환 문제 등으로 고전을 면치 못하다가 97 버전에서부터 VBA를 이용한 특유의 확장성, 네트워크를 통한 다중 사용자의 작업 공유 기능, 강화된 도움말, 다량의 클립아트와 글꼴 번들, 여러 가지 사용자 편의 기능, 온페이지 드로잉 기능의 강화, 전 세계 문서 호환, 엑셀, 파워포인트와의 통합 등을 앞세워 점차 기업체를 중심으로 사용자 수를 늘려가기 시작하였다. 그 뿐 아니라 삼성전자에서 개발한 훈민정음 등도 워드프로세서시장에서의 영향력을 넓혀가면서, 미처 기업 시장을 체계적으로 준비하지 못했던 한글과컴퓨터의 약점이 서서히 드러나기 시작했다.
한편 이때 한글과컴퓨터도 한/글을 기반으로 한컴 오피스 스위트(Haancom Office Suite)를 출시했는데, 이 첫 주자는 한/글 3.0b의 초기판에 저가로 번들(한/글 3.0b 구입자에 한해 3만원의 가격에 판매)된 윈도용 로터스 1-2-3(스프레드시트)와 프리랜스 그래픽스(프레젠테이션 소프트웨어)였다. 물론 서로 다른 회사의 제품을 패키지만 통합한 것인 만큼, 호환성에 약간에 문제가 있었고, 로터스 1-2-3, 프리랜스 그래픽스가 이미 마이크로소프트 오피스와의 경쟁에서 밀려나 버린 제품들이라 그 파급력이 덜했지만 한컴이 마이크로소프트 오피스와의 경쟁을 위해 어느 정도 준비를 해나가고 있었음을 보여주는 작품들이었다.

#### 한/글 96의 출시와 한글과컴퓨터의 부진

##### 한/글 프로 96
그리고 그 다음해인 1996년 7월에는 다양한 소프트웨어와의 통합패키지로 선보인 한/글 프로 96과 한/글 오피스 96이 출시되었다. 한/글 프로 96은 기본적으로 사용자 인터페이스를 비롯해 인터넷문서 편집,문서모음집인 문서마당 등 다양한 기능이 업그레이드된 워드프로세서인 한/글 96을 기반으로, 주소록, 타자연습, 폼프로세서 틀마름이, 팩스 프로그램, 메일 프로그램 등 다양한 유틸리티를 추가한 종합 패키지라고 할 수 있었다. 그리고 이에 더해 한/글 오피스 96에는 이전에 선보였던 로터스 1-2-3와 프리랜스 그래픽스의 업그레이드 판이 포함되었다.

##### 한/글 오피스 96
하지만 대중적으로 어느 정도 성공을 거둔 한/글 프로 96과는 달리 기업체 판매를 목적으로 출시된 한/글 오피스 96은 포함된 로터스 1-2-3 5.0과 프리랜스 그래픽스 프로그램의 기능 미비로 인해, MS 오피스에 비해 별다른 반향을 얻지 못했다. 로터스에서 제작한 프로그램과 한/글 96간의 인터페이스 차이도 이용자의 불만을 샀다. 그나마 성공을 거둔 한/글 프로 96도 개인용 시장의 포화와 심각한 불법 복제 등의 영향으로 이전 수준의 성공을 거뒀을 뿐 더 이상의 성장이 정체되었다. 한/글을 제외하면 한/그림(그림 그리기), 한/아름, 한/맥 등 출시한 여러 제품이 모두 실패했을 뿐 아니라 새롭게 진출한 인터넷 시장에서도 검색 엔진인 심마니를 빼고 별다른 실적을 낳지 못했다.

##### 완성도
한/글 96이 윈도우 95가 사용되던 시점에서는 일부 PC에서 아주 간간히 눈에 띄었으나 타이핑 중일 때 등에 상황에서 오류 메시지 조차 없이 갑자기 워드 프로세서 실행창이 닫히며 프로그램이 종료되는 윈도우 95 관련 심각한 결함이 알려져서 이전 제품인 3.0b로 교체되며 확산이 번번히 저지되고, 윈도우 98SE 보급 시점에야 뒤늦게 비슷한 외관 때문에 한/글 97과 혼동되며 한동안 사용된다. 하지만 한/글 96은 프로그램 설치자와 프로그램 사용자 모두가 제품명을 정확히 확인하기 전에는 한/글 97로 많이 착각하고 사용하는 한/글 97처럼 쓰던 대용품이었다. 사용중에 한/글 96이라는 제품명이 확인되면 바로 삭제되고 한/글 97이 설치되고는 하였다.

#### 한/글 97

##### 출시
1996년 11월에는 한/글 96을 기반으로 중국어, 일본어 인터페이스 및 다국어 입력기를 채용한 한/글 국제판과 일본 시장을 목표로 한 한/글 일본판이 출시되었고, 1997년에는 한/글 97을 탑재한 한컴홈 97과 한컴 오피스 97이 출시되었으나, 판매 실적은 기대에 미치지 못하였다. 당시 한컴에서는 한컴오피스 97을 대학생들을 위한 아카데믹 버전으로도 출시하는 등 사용자의 구매력에 맞추는 방식의 영업을 사용하였다. DOS용 워드프로세서 제품을 윈도우용으로 변경하여 출시한 제품으로 윈도우 기반으로 바꾸는데만 100억원이 개발비로 들었다고 유명하였다.

##### 한/글 8.15
1998년 6월에는 한글과컴퓨터가 마이크로소프트의 투자를 받는 조건으로 한/글 소스코드를 마이크로소프트에 넘기고, 더 이상의 한/글 개발을 중단하기로 하는 양해 각서를 마이크로소프트와 체결해 큰 사회적 파장을 일으켰다. 사용자의 반대 여론에 부딪친 한글과컴퓨터는 이 계약을 취소하는 조건으로 한글지키기운동본부로부터 100억원 투자 유치를 받아 한/소프트 회원유치운동과 함께 한/글 815버전을 출시했다. 한글과컴퓨터의 이찬진 사장은 회사 실적 악화의 책임을 지고 한글과컴퓨터의 사장직에서 물러났으며 지오이월드 대표이사였던 전하진이 신임 대표 이사로 선임되었다.
MBC 뉴스데스크 취재에 따르면, 한/글 97 8.15 국제판에는 그리기 마당에 태극 문양과 지도를 빠져서, 오류가 발생되었다.

##### 완성도
한/글 97은 '실행 취소' 기능이 매우 취약했지만 역대 윈도용 한/글 시리즈 중 가장 완성도가 높았으며, 가장 높은 보급율을 보여준 제품이었다. 또한 매킨토시용으로도 개발되어 맥사용자의 대부분을 차지하는 전자 출판 종사자가 PC에서 작성된 원고 내용을 한/글 97로 작업했다면 바로 확인할 수 있게 되었다. 한/글 97은 출판인들에게도 사랑을 받았다. 그 예로 출판기획자 모민원씨는 《너희가 한/글 97을 아느냐?》(혜지원)을 초보자편과 활용편으로 출판하였다. 활용편에서는 편지지, 단행본, 생활정보지, 일기예보(한/글 97의 도형기능 사용), 잡지 만들기 등을 소개했다.
윈도우 95가 사용되던 시점에서는 일부 PC에서 아주 간간히 눈에 띄었으나 타이핑 중일 때 등에 상황에서 오류 메시지 조차 없이 갑자기 워드 프로세서 실행창이 닫히며 프로그램이 종료되는 윈도우 95 관련 심각한 결함이 알려져서 이전 제품인 3.0b로 교체되며 확산이 번번히 저지되고, 윈도우 98SE 보급 시점에야 뒤늦게 대세로 자리를 잡게 된다. 한/글 97과 매우 비슷한 외관의 한/글 96 제품부터의 악명도 한몫하였다. 그리고 윈도우 XP 사용이 아주 저변화되고도 얼마후에야 점차 워디안이 아닌 후속 제품으로 한/글 97은 교체되게 된다. 후속 제품인 워디안에 관한 시장의 냉대로 인터넷 시대가 막 도래하던 시기에 토종 제품으로써 충성스런 고객들을 확보한 마지막 제품이라고 할 수 있다.
운영체제 단축키, 메뉴와 구분이 안되던 마이크로소프트 워드와 구별되는, 과거 도스용 이전 한/글 제품의 답습이었으나 완전히 워드 작업 자체에만 최적화된 단축키와 메뉴 구성이었다. 메뉴 색상톤은 DOS제품때와 동일한 색상이었다. 편집 화면은 완전한 윈도우 응용 프로그램이었으나 메모장 같은 텍스트를 편집하는 느낌이 아닌 그림판 같은 인쇄물 자체를 편집하는 사용감을 3.0b버젼처럼 약간은 예전 DOS버젼 같이 잘 구현해 내었다.

##### 워디안과의 호환성 문제
후속 제품인 워디안이 출시되었는데도 한/글 97과의 호환성 문제와 커다란 인터페이스의 변화로 인해 한/글이 가지고 있던 독창적인 요소들을 상당수 잃게 되어 사용자로 하여금 한/글 97에서 신버전으로 교체를 꺼리게 하였고, 한/글 97 사용자들이 상위 버전인 워디안의 문서를 읽지 못했기 때문에 이미 보급되어 있는 한/글 97 사용자를 위해 상위 버전의 사용을 꺼리게 되는 결과를 낳게 되었다.이러한 인터페이스의 무리한 변화와 호환 불능은 그 이전의 한/글에서는 없던 일이었다. 예를 들어 한/글 2.1과 한/글 2.5는 그리고 한/글 2.5과 한/글 3.0(도스용)는 인터페이스가 바뀌지 않아서 새로운 버전을 쉽게 배울 수 있었고, 윈도용 한/글 96문서를 글맵시등의 윈도 고유의 기능을 빼고는 한/글 3.0에서 읽었으므로 정보를 쉽게 주고받았다.

##### 리눅스
한/글 국제판을 통합한 한/글 97 기능 강화판도 출시되었고 한/글 815 버전 구입자들에게는 정가 19,800원, 처음 사용자에게는 60,000원에 판매되었다. 또한 리눅스 개발 업체인 미지리서치에서는 한/글 96을 리눅스용으로 포팅한 모티프 기반으로 제작한 한/글 for X R4를 출시하기도 하였다.
다양한 유닉스 운영체제 별로 제품이 공급되지 않고 리눅스용 제품만 출시한다. 다른 유닉스 운영체제에서도 충분히 실행 가능한 X윈도우 기술이 적용되었으나 리눅스 실행 파일만 포함한 rpm파일만 제공되었다. 데비안 배포본에서도 무리없이 설치가 가능하였다.

##### 기능
한/글 97에서 제공된 기능은 다음과 같았다.
- 한글 맞춤법 검사 기능 강화: 한/글 97에서는 맞춤법에 어긋나는 문장이나 단어에 붉은 밑줄이 그어지게 하여, 맞춤법 기능을 강화하였다.
- 손가락 아이콘을 사용한 기능 구분: 한/글 97에서는 대화 상자에서 기본 기능과 세부 기능을 모두 접기와 펴기 아이콘으로 구분하였다. 손가락 모양의 아이콘을 누르면 세부 기능이 나타나도록 한 것이다.
- 표 도구 모음 기능: 한/글 97에서는 도구 모음으로 표작성과 편집을 하도록 기능을 추가하였다.

### 2000년대

#### 한/글 워디안
2000년 출시된 제품으로 한/글 2.1 이후, 한/글 97까지는 커널 기반에서 커다란 변화가 없었다. 이로 인해 파일의 호환성도 어느 정도 유지되었고, 사용법에도 큰 변화가 없는 모습을 보여주었으나, 한/글 워디안은 모든 소스 코드를 새로 작성함으로써 이전 버전과는 다른 모습을 보여주게 된다(이는 마이크로소프트 측에서 한/글 97의 소스 코드를 갖고 있다는 점이 한글과컴퓨터에게 부담으로 작용한 측면이 있는 것으로 보인다).
한/글 워디안은 256단계의 다단계 되돌리기/반복(실행 취소) 기능을 지원하고, 변형 다단 편집, 표 서식 기능 강화, 엣센스 영한사전과 표준 국어 대사전을 삽입하는 등 커다란 개선 사항이 있었지만, 워디안에서 작성한 문서를 이전 버전에서 읽을 수 없는 문제, 이전 버전의 문서를 워디안에서 본래대로 읽을 수 없는 문제, 프로그램의 안정성 문제가 지적되었고, 바뀐 인터페이스에 익숙해지지 못한 사용자들이 여전히 한/글 97을 계속 사용하면서 별다른 인기를 얻지 못했다.
가장 큰 문제는 기존 제품과는 많이 달라진 단축키였다. 그리고 마치 마이크로소프트 워드나 메모장 제품 마냥 편집창에 글자들의 아랫 부분만 부분적으로 모두 지워져 보이는 기존 사용자들에게 권하기엔 좀 거슬리는 문제가 화면 출력 기능에서 생겨나 있었다.
한글과컴퓨터사에서는 한/글 워디안의 패치파일을 1개월에 1번씩 제공하는 등의 강행군으로 프로그램의 안정성을 확보하기 위해 안간힘을 썼고 1729 빌드의 서비스 팩을 발표하며 어느 정도 성과를 거두었지만 여전히 문제는 잠복해 있었다.

#### 한/글 2002
2001년에 출시된 제품으로 한/글 워디안을 기반으로 이전 버전 파일과의 호환성 문제 및 안정성 문제를 해결한 제품으로 나중에 프로그램의 안정성을 향상시킨 한/글 2002 SE로 무상 업그레이드되었다. 한/글 2002판은 한/글 워디안 사용자들을 위해 업데이트 다운로드와 정품 CD가 무상 배포되기도 하였다. 윈도우 비스타까지 설치/실행 가능하다. 이후 외국계 펀드와 당시 경영진과의 한글과컴퓨터사의 경영권 분쟁이 발생하였으며 한글과컴퓨터는 프라임산업개발의 자회사로 편입되었다.

#### 한/글 2004
XML 문서 원과 공개 키 기반 암호화, 스킨, 작업창 기능이 추가된 제품이다. 한/글 2004와 함께 출시된 한컴오피스 2004는 국산 스프레드시트인 넥셀과 자체 개발한 프레젠테이션 프로그램인 한컴 슬라이드 2004를 포함함으로써 토종 오피스 스위트로의 제 모습을 갖추게 되었다. 기능 면에서는 마이크로소프트 오피스에 비해 아직 부족하지만 가격이 저렴하고 엑셀, 파워포인트와 사용법이 비슷하며, 파일 호환도 가능해 주목을 받았다.

#### 한/글 2005
협동 작업을 위한 버전 관리 기능, 메모 기능의 추가. XML로 작성된 한/글 서식과 ODBC의 연동, 표의 가로 세로 대칭 뒤집기, 아랍어 등의 기능이 추가되었다. 이 한/글 2005는 itq 워드와 같은 컴퓨터 문서에 관한자격증 시험 정식 프로그램으로 채택되어 사용되고 있다. 윈도우용과 리눅스용이 함께 있다.
대한민국에서는 컴퓨터 공간 용량 문제 때문에 2000년도부터 2011년도 당시에는 2002,2004,"2005",2007버전은 컴퓨터 실기 자격증 표준 소프트웨어로 잘 알려져 있다.

#### 한/글 2006 for 맥
한/글 2006 for 맥: 애플컴퓨터코리아의 기술 지원으로 OS X용이 2005년 출시되었다. 기존의 한/글이 가진 기능을 Mac OS X 환경에서 구현하였다. 트루타입과 한/글 전용 글꼴을 지원하며 지원 사양은 OS X 10.3/10.4 이상, 파워PC G4와 G5 (인텔은 로제타 기술로 실행되나, 속도가 느리고 512 MB 이상 메모리가 필요하다.
한/글 2014 for 맥: 2013년 12월 19일 OS X(10.4) 인텔CPU용으로 출시하였다. 한/글 2010 프로그램을 기본으로 만들어지고, MAC UI를 충실히 따랐다.

#### 한/글 2007
선과 도형에 앤티에일리어스가 적용되었고, 반투명한 선을 그릴 수 있게 되었다. 그밖에 마이크로소프트 오피스와의 호환성이 향상되었고, 워터마크, 암호화 기능, 세로쓰기, 공인 인증서 암호화 기능, 개체 연결선, 개체 그림자 삽입 등 보안성이 향상되었다. 또한 추가로 ValuePack를 설치하면 다양한 기능과 더불어 PDF 문서를 쉽게 생성할 수 있는 무료 Haansoft PDF 문서 변환 드라이버를 설치할 수 있어 편리한 문서 변환 기능을 제공한다.

#### 한/글 2008 for 리눅스
한/글 2007을 기반으로 리눅스 사용자들을 위해 만들어졌다. 그러나 운영체제 특성의 차이로 인해 일부 동작이나 기능이 지원되지 않는다. 예를 들면 응용 프로그램 간 복사 및 붙이기나 ActiveX 및 윈도용 프로그램을 활용하는 기능은 제한된다. 게다가 문서 인쇄시 인쇄기의 드라이버에 따라 인쇄가 되지 않는다고 한다. 이유는 해당 인쇄기의 드라이버가 리눅스용 드라이버를 지원하지 않기 때문이다. 파일의 형태가 .rpm로 되어있기 때문에 rpm군의 패키지를 사용하지 않는 리눅스 배포판(특히 우분투)은 몇 가지 설정을 해야 했다.

### 2010년 이후
|          |               | 2010           | 2014                         | NEO              | 2018             | 2020             | 2022             | 2024             |
| -------- | ------------- | -------------- | ---------------------------- | ---------------- | ---------------- | ---------------- | ---------------- | ---------------- |
| 데스크톱 | Windows 2000  | SE 버전 미지원 | 지원 종료 미지원             | 지원 종료 미지원 | 지원 종료 미지원 | 지원 종료 미지원 | 지원 종료 미지원 | 지원 종료 미지원 |
| 데스크톱 | Windows XP    | 있음           | SP3만 지원 및 VP 버전 미지원 | 지원 종료 미지원 | 지원 종료 미지원 | 지원 종료 미지원 | 지원 종료 미지원 | 지원 종료 미지원 |
| 데스크톱 | Windows Vista | 있음           | 있음                         | 지원 종료 미지원 | 지원 종료 미지원 | 지원 종료 미지원 | 지원 종료 미지원 | 지원 종료 미지원 |
| 데스크톱 | Windows 7     | 있음           | 있음                         | 있음             | 있음             | 있음             | SP1만 지원       | 지원 종료 미지원 |
| 데스크톱 | Windows 8     | 있음           | 있음                         | 있음             | 있음             | 있음             | 지원 종료 미지원 | 지원 종료 미지원 |
| 데스크톱 | Windows 8.1   | 있음           | 있음                         | 있음             | 있음             | 있음             | 있음             | 지원 종료 미지원 |
| 데스크톱 | Windows 10    | 있음           | 있음                         | 있음             | 있음             | 있음             | 있음             | 있음             |
| 데스크톱 | Windows 11    | 있음           | 있음                         | 있음             | 있음             | 있음             | 있음             | 있음             |
| 데스크톱 | 리눅스        | 없음           | 없음                         | 없음             | 없음             | 있음             | 있음             | 있음             |
| 모바일   | iOS           | 있음           | 있음                         | 기종 내장 확인   | 기종 내장 확인   | 기종 내장 확인   | 기종 내장 확인   | 기종 내장 확인   |
| 모바일   | 안드로이드    | 있음           | 있음                         | 기종 내장 확인   | 기종 내장 확인   | 기종 내장 확인   | 기종 내장 확인   | 기종 내장 확인   |

#### 한/글 2010
2010년 3월 3일 출시된 제품으로 한/글 2010은 한/글 2007의 차기작으로 리본 메뉴와 유사한 인터페이스를 도입하였다. ODF문서를 읽어올수 있으며, 저장할 수 있고, MetaBlog API를 한글자체에서 적용하여 한글로 작성한 문서를 블로그로 업로드할 수 있다. 그리고 개인정보 유출 방지를 위한 기능도 추가되어 있다. 또한 한/글 2007에서 제공하던 Haansoft PDF의 명칭이 회사 이름의 영문 표기법이 바뀜에 따라 Hancom PDF로 바뀌었다.
2010년 6월 29일 HWP 문서의 파일 형식을 공개하였다. 이로써 ISO 국제 표준 문서 형식인 ODF와 OOXML을 지원과 함께 표준화와 개방성 강화에 대한 강한 의욕을 보이고 있다.
2010년 7월 29일에는 아이폰과 아이패드에서 2010 기반의 한컴오피스를 볼 수 있는 한컴오피스 뷰어를 출시하였으며, 이 프로그램은 앱스토어에서 무료로 다운 받을 수 있다.
또한 옛 한글 표현 방식으로 2008까지 써 오던 한양 PUA 코드를 버리고, 유니코드 표준인 첫가끝 코드를 사용한다.
시스템 내용 구성이 이전 2000 시리즈하고는 완전 다른 새로운 형태의 시스템으로 구성을 했다. 이전 버전 하위호환 기능이 삭제되었는데 차트에다가 복잡한 선을 그리는 이전 버전 하위호환 기능이 삭제되어서 워드프로세서 자격증 시험 공부 학생들한테 많은 비난을 샀다. 다만, 그림에 복잡한 선을 집어넣는 기능은 남아 있다.
아직까지 워드프로세서 프로그램 아래아 한글 현역를 쓰고 있다.

#### 한/글 2014
2013년 10월 10일에 한컴 오피스 2014가 출시되었다. .hwpx 파일을 첫 적용하고 윈도우 8용 터치 인터페이스 지원이 특징적이다.

#### 한/글 NEO
2016년 1월 26일에 한컴 오피스 NEO가 출시되었다. 지원하는 파일 형식이 많아졌다는게 특징이다. 2016이라는 연도 표시가 나오지 않으며, NEO로 대체하였다.

#### 한/글 2018
2017년 11월 2일에 한컴오피스 2018이 출시되었다.

#### 한/글 2020
2019년 10월 10일에 한컴오피스 2020이 출시되었다.

#### 한/글 2022
2021년 10월 8일에 한컴오피스 2022(버전 12.0)가 출시되었다.

#### 한/글 2024
2023년 10월 12일에 한컴오피스 2024를 출시했다.

## 한글뷰어
한글과컴퓨터(한컴)에서는 2010년도를 전후해 이후 지속적으로 꾸준히 윈도우, 맥, 리눅스(페도라, 우분투), 안드로이드, 아이폰등 다양한 컴퓨터및 스마트폰등의 운영체제에서 한글을 열어볼 수 있는 한글뷰어를 무료로 제공해오고 있다. 한편 한글과 컴퓨터는 한/글 뷰어에서 전자문서인 PDF파일이나 SVG형식 포스트스크립트 등의 파일 형식으로의 인쇄출력을 지원해주고있다.

## 관련 제품

### 한/글 815
8·15광복을 기념하여 출시된 제품이다. 한/글 97에 기반한(R4) 제품으로, 제품이 담긴 CD와 함께 1년간의 사용권을 판매하였다. 이 제품에 포함된 한/글 97은 표 아이콘을 제공하는 등의 개선점이 있고 한/글 96 기반의 국제판도 함께 포함되었다.

### 넷 한/글
매달 사용료(개인 월 2,500원)를 내고 인터넷에서 인증을 받아 사용하는 한/글 제품이다. 한/글 2002 SE의 모든 기능을 사용할 수 있으나 사전, 클립아트, 일부 글꼴 데이터는 사용이 불가능하다. 인터넷이 연결된 곳이라면 어디에서든지 이용할 수 있고, 원격 저장소(10MB)도 제공하였다.

### 다큐맨
USB 플래시 드라이브에 작은 한/글 프로그램을 내장하여 USB를 연결할 수 있는 어느 PC에서나 한/글 작업이 가능하게 만든 제품이다.

### 한/셀
넥스소프트 사가 개발한 스프레드시트 제품으로, 마이크로소프트 엑셀과 비슷한 인터페이스와 사용법을 가지고 있으며, 한글과컴퓨터에 넥셀을 매각하였다. 엑셀의 일부 고급기능이 없는 대신 저가로 공급되어, 중소기업 등을 대상으로 인기를 끈 제품으로 현재 한컴오피스 제품군에 포함되어 판매되고 있다. 한컴오피스 2007 버전까지는 넥셀이라는 명칭을 사용하였으나, 한컴오피스 2010 버전부터 한/셀이라는 이름으로 변경되었다.

### 한/쇼
한/쇼는 마이크로소프트 파워포인트와 비슷한 기능을 지닌 프레젠테이션 제품으로 한컴오피스 제품군의 하나이다. 한컴오피스 2007 버전까지는 한컴 슬라이드이라는 명칭을 사용하였으나, 한컴오피스 2010 버전부터는 한/쇼라는 이름으로 변경되었다.

## 장점

### 다양한 기능

#### 책 만들기
다른 한글과컴퓨터 제품처럼 한/글은 마이크로소프트 워드 같은 외국 소프트웨어의 훌륭한 대체품이 되고 있다. 실제로 많은 한국인이 한/글로 워드 프로세싱 작업을 하고 있으며, 일부 출판 기획자는 미적 감각이 그다지 필요하지 않은 텍스트 위주의 전자 출판이나 수식이 많이 들어가는 수학 교재 편집 등에 활용하고 있다. 그 실례로 한/글을 이용한 전자 출판은 모민원 씨, 위형복 씨등의 고급 사용자들에 의해 널리 알려지기도 했으며, 한컴에서 발행하던 월간지 월간 한글과 컴퓨터에는 한/글 2.1을 이용한 악보 만들기,문서 클리닉등의 한/글을 이용한 전자 출판 노하우들이 독자 기고등으로 실려서 출판 기획자들의 사랑을 받았다.

#### 외래어
한/글은 일본어, 노르웨이어, 라틴어, 히브리어, 프랑스어, 그리스어(헬라어), 독일어 등의 외래어를 쓸 수 있다. 한국에서 사용하는 한자인 정체자, 중국어 간체자 및 번체자, 일본 한자 및 가나 뿐만 아니라 구결 및 옛 한글(한양 사용자 정의) 지원 글꼴과 같이 배포한다. 또한 한/글에서는 신약성서 저자들이 사용한 말인 헬라어를 로마자로 쓸 수 있기 때문에, 신약성서 연구를 위해 헬라어를 사용해야 하는 성서학자, 신학생, 기독교 성직자, 신학서적 기획자들에게 도움이 된다.

### 간이 전자 출판
한/글은 사용자가 원하는 문서를 정확하고 깔끔하게 만들 수 있다는 것만으로도 의미가 있는 프로그램이었으며, 고급 사용자들은 한/글을 이용하여 단순한 전자 출판을 하기도 한다. 한/글을 이용하면 적절한 전자출판 항목으로는 1. 수식이 많이 들어가는 수학교재 2. 각주와 표가 많이 들어가는 논문 3. 교회 주보, 소식지처럼 화려한 디자인을 하지 않아도 되고 표와 텍스트가 많이 들어가는 문서 4. 일본어 가나, 헬라어 등을 빠르게 입력해야 하고 화려한 디자인을 하지 않아도 되는 간단한 외국어나 성서 교재등이 있다.

#### 책 만드는데 유용한 기능들
한/글은 스타일 기능 제공, 반복되는 글자나 그림을 넣을 수 있는 바탕쪽, 간단한 도형 그리기 기능을 제공하고 있는데, 이는 쿼크익스프레스 등의 레이아웃 소프트웨어를 의식한 것으로 보인다. 한/글의 바탕쪽 기능은 한 개의 파일 내에서 페이지마다 들어가는 글자와 그림을 각 페이지마다 다르게 넣을 수 있는 레이아웃 소프트웨어에 비하면 미흡하지만, 페이지마다 들어가야 하는 글자나 그림을 한 번에 넣을 수 있다는 점에서 레이아웃 소프트웨어의 마스터 기능과 거의 비슷하다. 그외 자간, 행간 조절, 그림 위치 조정, 한글, 로마자, 숫자와 특수 문자에 맞춘 다른 글꼴 사용 및 자간 조절 등 간이 전자 출판에 필요한 기능들을 한/글에서는 세심하게 제공하고 있다. 예를 들어 한글은 한글글꼴인 윤명조, 영문은 영문서체인 Garamond를 쓸 수 있는 것이다.
또한 한/글의 맞춤법 기능은 교정/교열의 수고를 일부 덜어준다. 물론 한/글의 맞춤법은 오자(誤字)를 고치는 수준의 기계적 맞춤법 기능이므로, 편집자는 원고를 인쇄하여 여러 번에 걸친 교정교열을 보는 수고를 해야 한다.
하지만 한/글은 문서 작성을 위해 개발된 워드프로세서이기 때문에, 북 디자인, 카드, 달력, 편지지 등의 팬시(Fancy) 디자인에는 쿼크 익스프레스, 인디자인 등의 레이아웃 소프트웨어가 더 적합하다.

#### 공공기관에서 널리 사용
한/글은 공공기관에서 널리 쓰고 있다. 예를 들어 공공기관인 우체국에서 문서작성과 표계산을 할 때에 한/글과 한/셀을 사용한다.

###### 옛한글 사용
한/글의 강점은 옛한글을 한글자판을 옛한글 자판을 설정하면 자유롭게 쓸 수 있다는 점이다. 이는 옛한글로 쓴 중세국어 문서(훈민정음, 석보상절, 두시언해, 노걸대, 훈민정음 언해, 악장가사인 용비어천가 등의 고전시가), 고전소설과 근대소설 사이를 잇는 신소설 등을 연구하는 국어국문학자 및 학생들의 학문에 도움이 된다.

## 단점

### 호환성 문제
비록 HWP 형식이 한국 내부에서는 DOC, PDF, RTF 파일 대신에 널리 사용되고 있는 편이지만, 이 프로그램이 한국 밖에서 잘 사용되지 않는다. 가장 큰 이유는 대다수 프로그램에서 HWP 형식의 문서를 읽어들이지 못하며, 여는 데 성공한다 하더라도 문서의 내용이 완벽하게 표현되지 않는다. 이를 보완하기 위해 '한글과컴퓨터 뷰어'를 무료로 제공하고 있다. 또 2010년 6월 29일 한/글 문서 파일형식(hwp)을 공개하였고, 개방형 문서포맷인 OWPML은 KS에 등록하여 지원하고 있다. 최근에 완벽하지는 않지만, 네이버오피스나 MS-WORD에서 HWP파일을 지원한다.
한 때 파일 이름에 컴퓨터의 고유 코드 페이지(한국어 윈도의 경우 KS X 1001)에 없는 문자가 포함되어 있으면 오류를 표시하고 파일을 읽고 쓸 수 없는 문제가 있었는데, (예를 들어 약자나 속자로 된 한자 이름이 포함된 파일). 이 문제는 한/글 2010 이상에선 나타나지 않는다.
버전 간 호환성도 문제가 있다. 예를 들자면 한글 2022에서 wmf 파일을 삽입하고 한글 내부에서 그림 자르기를 한 이미지가 있다면, 다른 버전의 한글에서는 거의 예외 없이 이미지가 왜곡되어 깨진 이미지로 보일 것이다. 동일 한글 2022 버전의 패치 상태나 윈도우 OS의 버전, 심지어 32비트인지 64비트인지에 따라서도 이미지 변형이나 잘림이 발생한다. 출력이나 인쇄 시 wmf나 emf, png 등의 그림 이미지에 투명도가 있다면 이미 문제가 생긴다는걸 차치하고 말이다(예전에 작업했던 한글 파일을 최근에 다시 열면 자주 이런 문제를 겪을 것이다). 제대로 지원이 되지 않는다면 해당 파일 형식을 삽입하지 못하도록 하는것도 방법일텐데 이 부분의 대응이 너무 아쉽다.
출력이나 인쇄, pdf 변환 등에서도 역시 문제가 있다. 이미지나 글자 등에 투명도 효과를 주거나 그림자 효과를 준다면 예외 없이 원하는 깔끔한 결과물을 얻을 수 없을 것이다. (ms 오피스 시리즈에도 동일한 에러가 있었지만 현재는 많이 개선된 상태)
클립보드를 이용한 작업에서 사용하는 데이터를 다른 응용 프로그램에서 인식할 수 없는 경우가 많지만, 근래에 들어 아래아 한글의 클립보드 데이터 호환성 문제에 많은 진전이 있었고, 아래아 한글 마크업 언어 체계의 정비 등을 통하여 호환성에서 많은 발전을 이루었다.

### 미흡한 전자 출판 기능
한/글은 전자출판 소프트웨어에서 비한다면 인쇄에서 미흡한 부분이 많다. 전자 출판 소프트웨어에서 제공되는 CMYK 색조합 기능, 마스터 인쇄, 오프셋 인쇄 등 인쇄 방식에 따라 망점의 개수를 다르게 조정해 주는 망점 조정 기능 등이 한/글에서는 제공되지 않는다.

### 성능 저하
한/글은 새로운 판이 출시될 수록 프로그램이 차지하는 용량이 증가하고 있다.

## 기타

### ASV 파일 형식
ASV는 Auto Save File(자동 저장 파일)의 준말로, 한글 문서 작업 도중에 컴퓨터(혹은 프로그램이)가 갑자기 잘못된 종료가 되었을 경우에 자동으로 저장(백업)이 되는 파일이다. ASV형식의 파일은 잘못된 종료 이후 한/글 최초실행시에 자동으로 로드되며, 로드 즉시 삭제된다.

### 3.0b 부록 민중가요
3.0b제품은 CD-ROM 1장으로 설치 프로그램이 제공되었다. CD-ROM은 PC에서 읽고 쓰는 형식이지만 일반 오디오CD 트랙을 PC에서 읽고 쓰는 데이터와 함께 제공할 수가 있었다. 3.0b제품 설치 CD가 그랬는데, PC에서는 CD-ROM으로 인식되었으나 오디오에 오디오CD처럼 넣으면 민중가요가 한 곡 감상이 가능하였다. 그 곡은 가수 노래를 찾는 사람들의 《사계》였다.

## 점유율
1990년대 대한민국에서 문서 작성 소프트웨어의 대표 주자로 자리매김하며 높은 시장 점유율을 기록했으며, 당시 국내 환경에 최적화된 기능과 한글 처리 능력으로 공공기관, 교육기관, 기업 등에서 널리 사용되었다. 그러나 2000년대와 2010년대를 거치면서 마이크로소프트 워드와 같은 외국 소프트웨어의 도입이 증가하고, 글로벌 표준 문서 형식의 확산으로 인해 아래아한글의 점유율은 점차 감소했다. 그럼에도 불구하고 한글 문서의 특수성과 공공 부문의 지속적인 사용으로 인해 2020년대 기준으로 약 60% 정도의 시장 점유율을 유지하고 있는 것으로 알려졌다.

## 수출
일본에도 수출한 적 있으나 매출이 좋지 않아 철수했다.

## 같이 보기
- 한컴 오피스